# Matsya (regno)
Matsya (o Machcha) fu il nome di una tribù del periodo vedico, e successivamente di uno dei sedici grandi regni (Mahajanapada) che fiorirono nell'antica India tra il VI e il IV secolo a.C. Era localizzato a sud del regno di Kuru e a ovest di Surasena, nei moderni territori del Rajasthan settentrionale e dell'Haryana meridionale. Il fiume Yamuna lo separava inoltre dal territorio di Panchala, situato a nordest. La capitale era Viratanagari, odierna Viratnagar, nel distretto di Jaipur, che avrebbe preso il nome dal re Virata, citato nel Mahābhārata.
All'inizio del VI secolo a.C., Matsya era uno dei sedici Mahajanapada menzionati nel testo buddista Anguttara Nikaya, ma il suo potere era notevolmente diminuito al tempo di Buddha. Secondo la leggenda, il regno fu fondato dal re Matsya, fratello gemello di Satyavati, regina di Kuru, e contemporaneo di Bhisma. Il Mahābhārata (V.74.16) si riferisce anche a un re Sahaja, che avrebbe regnato sia sui Chedi che sui Matsya, il che implica che Matsya sia stato per un certo tempo unito al regno di Chedi. Inoltre, secondo tale epica, nel tredicesimo anno dell'esilio dei Pandava, i cinque fratelli e la loro comune sposa Draupadi sarebbero stati ospiti nel regno presso il re Virata.